# Vampires Anonymous
Vampires Anonymous ist eine US-amerikanische Horrorkomödie aus dem Jahr 2003. Regie führte Michael Keller, der auch das Drehbuch schrieb.

## Handlung
Vic Weller ist ein mehrere hundert Jahre alter Vampir. Nachdem er im Blutrausch seine Freundin gebissen und getötet hat, wendet er sich an die Anonymen Vampire, um seine Sucht nach Menschenblut zu bekämpfen. Als Betreuer wird ihm der Vampir und Mafioso Geno zur Seite gestellt. Ein Test ergibt, dass Schafsblut für Vic die geeignete Ersatznahrung ist, so dass er aufs Land in eine kleine Gemeinde mit Schafszucht als Haupteinnahmequelle zieht.
Vic beginnt, in einer Kneipe zu arbeiten und mit Maggie, der Tochter eines Schafzüchters, auszugehen. Das Verschwinden zahlreicher Schafe bleibt jedoch nicht lange verborgen. Während die Polizei im Dunkeln tappt, ist eine Vampirjägerin auf dem Weg in die Ortschaft und auch der einfältige Diesel, der schon mehrfach von der Polizeiakademie abgelehnt wurde, will das Schafmysterium unbedingt lösen.
Vic ist derweil geschwächt, da ihm das Schafsblut nicht wirklich ausreicht. Nachts muss er sich anketten, um Maggie nicht zu beißen. Als Vic von Maggies Ex-Freund Jimmy und dessen Kumpels gedemütigt wird, tötet er sie und saugt sie aus. Als ihn ein Schafzüchter erwischt, tötet er auch diesen.
Schließlich kommt ihm die Vampirjägerin Taffeta auf die Schliche und auch Maggie und Diesel entdecken Vics Geheimnis. Maggie erkennt jedoch, dass sie Vic immer noch liebt und versucht, ihn vor Taffeta zu beschützen, kann jedoch nicht verhindern, dass die Vampirjägerin ihn schwer verletzt. Als Vic im Sterben liegt, bleibt Maggie bei ihm und Vic visiert ihren Hals an. Wenig später sieht man Vic und Maggie gemeinsam auf einem Motorrad durch die Wüste fahren – beide sind nun Vampire.

## Hintergrund
Der Film erschien in Deutschland am 8. Mai 2007 auf DVD.

## Drehorte
Die Dreharbeiten fanden in Burlington, North Carolina statt.

## Kritiken
„Eine gute Idee (Vampire im 12-Schritte-Programm) muss reichen in dieser für wenig Geld leidlich souverän in vergleichsweise lichte und farbenfrohe Szene gesetzten Horrorkomödie. Im ersten Drittel erkennt der Held seine Sucht und lässt sich von einem besser als zuletzt aufgelegten Michael Madsen therapieren, danach geht's aufs Land zu satirischen Intermezzi und Infights mit Damen von unterschiedlich freundlichen Absichten. Wenig Action, kaum zündende Pointen, aber sympathische Darsteller in einem insgesamt originellen und unterhaltsamen B-Movie“

„Nur im Ansatz originelle Horrorkomödie, deren Witz nicht tragfähig ist.“